# سیارک ۴۷۷۵
سیارک ۴۷۷۵ (به انگلیسی: 4775 Hansen، نامگذاری:1927TC) چهار هزار و هفتصد و هفتاد و پنجمین سیارک کشف شده‌است که در ۳ اکتبر ۱۹۲۷ و در هایدلبرگ کشف شد.
قدر مطلق سیارک برابر ۱۴٫۱۰ است.